# Todd Elik
Todd Sloan Elik (Kanada, Ontario, Brampton, 1966. április 15. –) profi jégkorongozó.

## Karrier
Komolyabb junior karrierjét az OHL-es Kingston Canadiansben kezdte 1983–1984-ben. A következő szezon közben átkerült a szintén OHL-es North Bay Centennialsba. Utolsó junior évét ebben a csapatban töltötte 1985–1986-ban. 1986–1987-ben egy szezont játszott a University of Regina egyetemi csapatában valamint egyetlenegy mérkőzés erejéig megkapta a behívót a kanadai válogatottba. Az NHL-ben sosem draftolták.
1987–1988-ban kezdte meg hivatalosan a felnőtt pályafutását az IHL-es Colorado Rangers és rögtön 100 pontos szezont ért el. A következő szezonban a Denver Rangersben játszott majd felhívták az AHL-es New Haven Nighthawksba. A következő idény felét is töltötte amikor is a Los Angeles Kings szerződést ajánlott neki az NHL-be. 1990–1991-ben is a Los Angeles Kingsben játszott.
1991–1993 között a Minnesota North Stars játékosa volt. 1993–1994-ben az Edmonton Oilers kerettagja volt. 1993–1995 között a San Jose Sharksban játszott. 1995-ben még 15 mérkőzésen jégre lépett a St. Louis Bluesban. A következő szezonban hét mérkőzést töltött az AHL-es Providence Bruinsban majd felhívták a Boston Bruins 59 mérkőzésre. A következő bajnoki idény is így telt, igaz, akkor fele-fele szezont hol az egyik csapatban, hol a másikban játszotta le.
1997–1998-ban átment Európába szerencsét próbálni a svájci Lugano csapatába. 1998–2000 között a SC Langnauban játszott. 2000-ben ismét magára ölthette a juharleveles mezt: négy mérkőzésen négy gólt ütött. 2000–2002 között az EV Zugban szerezte a pontokat. A következő szezonban a SCL Tigers Langnauban játszott. 2003–2004-ben a davosi csapatot erősítette. 2004–2005-ben a svájci b-liga Langenthal csapatának volt a kerettagja. 2005–2007 között az osztrák liga Innsbruck EV csapatában szerepelt. A következő idényben a Ljubljana Olimpija HK csapatát erősítette.
2008–2009-ben a Ljubljana Olimpija HK-ben és a svájci Langnauban játszott. Még egy-egy szezont játszott az osztrák és a svájci B-ligában, végül 2010-ben visszavonult.